# Комарнівська міська територіальна громада
Комарнівська міська громада — територіальна громада в Україні, в Львівському районі Львівської області. Комарнівська громада розташована в західній частині Львівської області в екологічно чистій місцевості.
На території громади активно працюють підприємства нафтогазової, переробної, харчової, переробної, будівельної галузі.
В громаді добре налагоджена соціальна інфраструктура – освітні заклади: 8 загальноосвітніх, 6 дошкільних. Мала Академія Мистецтв м.Комарно (образотворчі та спортивні гуртки), дитяча музична школа м.Комарно, медичні заклади (КНП «Центр первинної медико-санітарної допомоги», КНП «Комарнівська міська поліклініка» з денним стаціонаром), добровільна пожежна дружина, центр надання адміністративних послуг (ЦНАП), будівлі для внутрішньо переміщених осіб, добре залізничне та авто сполучення. Комарнівська громада - місце, де зручно жити.
Адміністративний центр — місто Комарно.
Площа громади — 186,9 км², населення — 13 779 мешканці (2021).

## Населені пункти
У складі громади 1 місто (Комарно) і 21 село:
- Андріянів
- Березець
- Бучали
- Грабине
- Грімне
- Заболоття
- Катериничі
- Кліцько
- Литовка
- Лівчиці
- Монастирець
- Мости
- Нове Село
- Паланики
- Переможне
- Підзвіринець
- Поляна
- Татаринів
- Тершаків
- Тулиголове
- Якимчиці